# 福拉
福拉，是西班牙巴伦西亚自治区巴伦西亚省的一个市镇。总面积2平方公里，总人口2804人（2001年），人口密度1402人/平方公里。

## 友好城市
- 法國 马西亚克